# Mykola Straschesko

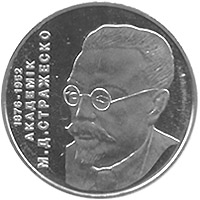
Mykola Straschesko auf einer ukrainischen 2-₴-Gedenkmünze von 2006

Mykola Dmytrowytsch Straschesko (* 17. Oktoberjul. / 29. Oktober 1876greg. in Odessa, Gouvernement Cherson, Russisches Kaiserreich; † 27. Juni 1952 in Kiew, Ukrainische SSR) war ein ukrainisch-sowjetischer Wissenschaftler, Arzt und Kardiologe.
Straschesko war von 1934 an Mitglied der Akademie der Wissenschaften der USSR, seit 1943 Mitglied der Akademie der Wissenschaften der UdSSR und ab 1944 Mitglied der Akademie der Medizinischen Wissenschaften der UdSSR.

## Leben
Mykola Straschesko wurde 1876 in Odessa in eine Anwaltsfamilie geboren und ging dort zur Schule. Von 1894 bis 1899 studierte er an der medizinischen Fakultät der Kiewer Wladimir-Universität und verbesserte in den Jahren 1901/1902 im Ausland (Paris, Berlin) seine Ausbildung. Zwischen 1902 und 1904 arbeitete er unter der Leitung von Iwan Pawlow am Institut für Experimentelle Medizin der Sankt Petersburger Militärmedizinischen Akademie und erhielt dort 1904 die Promotion für seine Doktorarbeit Physiologie der Verdauung. Im selben Jahr kehrte er nach Kiew zurück und begann dort seine medizinische Tätigkeit an der Universitätsklinik.
Straschesko war von 1907 bis 1919 Professor am Kiewer Medizinischen Institut für Frauen und von 1922 an Professor des Kiewer Medizinischen Instituts.
Im März 1936 war er Gründer und ab diesem Zeitpunkt bis 1952 auch Direktor des Ukrainischen Instituts für Klinische Medizin (heute das nach ihm benannte Institut für Kardiologie (Інститут кардіології імені академіка М. Д. Стражеска)).
Er starb nach einem Herzinfarkt 1952 in Kiew und wurde dort auf dem Lukjaniwska-Friedhof beerdigt.

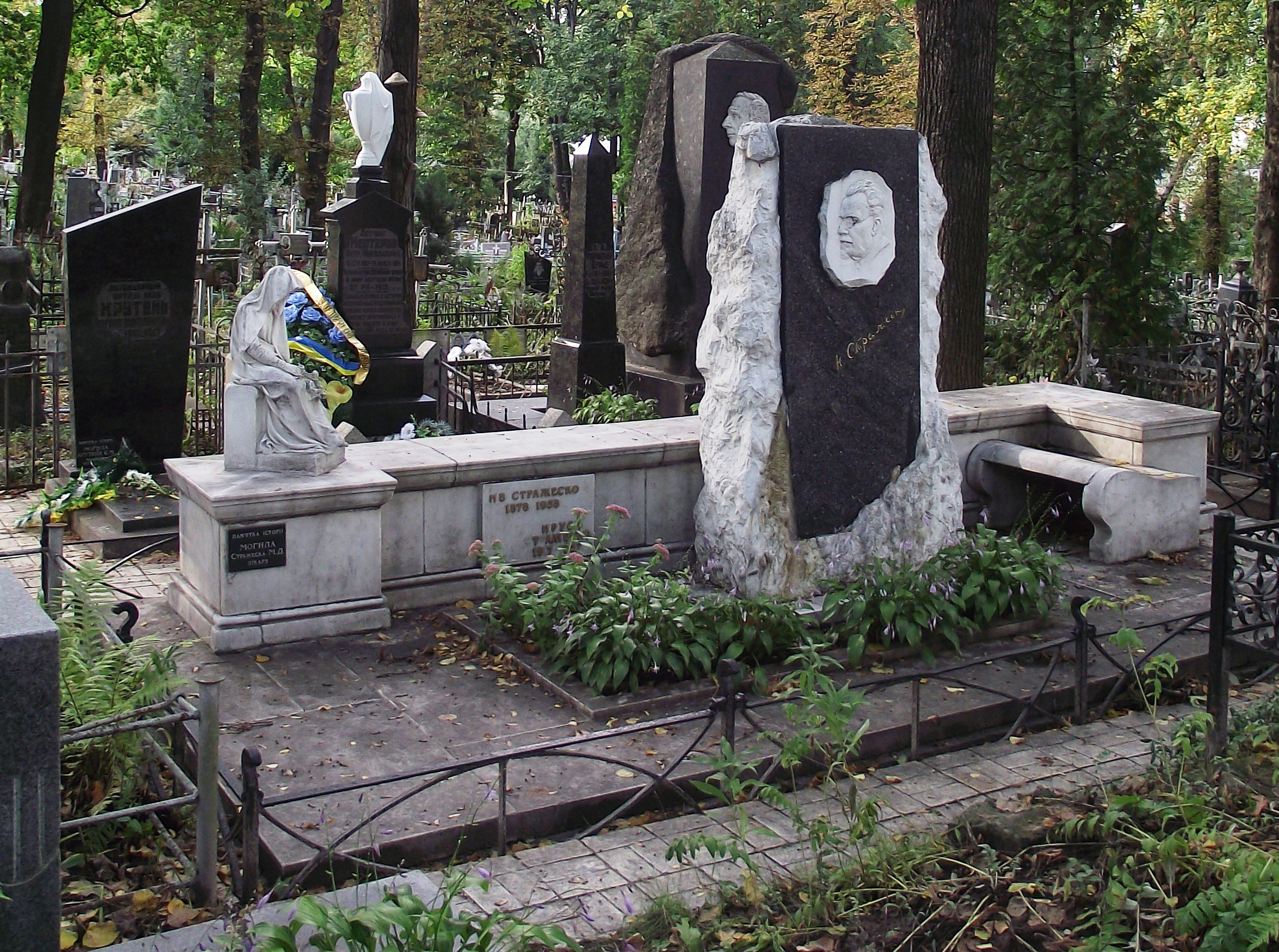
Strascheskos Grab auf dem Lukjaniwska-Friedhof in Kiew

## Ehrungen
1934 wurde Straschesko mit dem Titel Verdienter Wissenschaftler der UdSSR geehrt, 1945 wurde ihm  der Orden des Roten Banners der Arbeit verliehen und 1947 erhielt Straschesko den Titel Held der sozialistischen Arbeit und den Lenin-Orden.
Am Forschungsinstitut für Kardiologie in Kiew wurde 1978 ihm zum Gedenken ein Denkmal eingeweiht und an seinem Kiewer Wohnhaus sowie am Gebäude des ehemaligen Forschungsinstitut für Klinische Medizin befinden sich Gedenktafeln. 1961 wurde in Kiew eine Straße nach ihm benannt. Die ukrainische Nationalbank gab zu seinem 130. Geburtstag im Jahr 2006 eine Zwei-Hrywnja-Gedenkmünze mit seinem Konterfei heraus.